# ピサロタテヅノカブト
ピサロタテヅノカブト（ピサロ楯角兜、学名：Golofa pizarro）は、昆虫綱甲虫目コガネムシ科カブトムシ亜科カブトムシ族タテヅノカブト属に属するカブトムシ。

## 特徴
タテヅノカブト属の中では、体型はやや小振りで角が長く発達する。胸から生える角は真上に伸びてから前方へと凧型をつくりながらひろがり、頭から生える角は斜め前方へと伸びる。角は細くて折れやすい。　
名前の「ピサロ」はインカ帝国を滅亡させたスペイン人の一人フランシスコ・ピサロが持っていた十字架とこの種の角が似ているため当てられた。